# 阿比盖尔和布列塔妮·亨塞尔
阿比盖尔·洛兰·“阿比”·亨塞尔和布里塔妮·李·亨塞尔（英語：Abigail Loraine "Abby" Hensel and Brittany Lee Hensel；1990年3月7日—），生于美国明尼苏达州，美国著名连体婴儿。
这对连体婴儿姐妹的罕见之处，不仅在於连体婴儿的生理奇异，更难得的是她们成功协同地克服了身体困难带来的挑战，在社会中如正常人般生活。
尽管很多人对她们的状况有着超常的好奇心，亨塞尔姐妹仍然尽可能低调安静生活。2006年12月17日她们就未来的生活和计划接受了学习频道的专访。

## 背景
阿比盖尔和布里塔妮·亨塞尔生於明尼苏达州卡弗县，母亲帕蒂是一名注册护士，父亲迈克·亨塞尔是木匠和园艺师。她们有个弟弟叫高蒂（Koty），妹妹摩根和塞迪宠物狗。她们在明尼苏达州新日耳曼长大，毕业於明尼苏达州迈耶路德高中和贝塞尔大学。

## 生理
面对她们，从左至右，双头连体婴儿：人各自拥有一个独立的头部，头部以下则是连体。而且此胎罕见的是，出生时胎体的两部分高度对称，两胎体的身体外观上给人的感觉几乎完全正常，仅在头部分化为两个。而事实上，体内重要脏器数量都成倍，每一个女婴，都拥有一个独立的心、胃、脊柱和脊髓。
亨塞尔连体姐妹在共有的同一个身体上长着两个单独的头和脖子，胸部比正常略宽，两只胳膊和两条腿。出生时她们有一只多余的手臂附着于背部肩胛骨。此手臂已被手術切除，只保留下肩胛骨。
姐妹两人只能各控制一半身体，操纵一只手臂或一条腿。这意味着，作为婴儿需要身体协调进行的最初身体学习过程，如拍手、爬行、步行等活动，都需要两个孩子的合作才能完成。虽然连体婴中每个个体能够独立地同时进行吃、写等活动，但如跑步、游泳等运动必须两人协调才能完成。其他如梳头，开车等活动，则要求雙方负责不同的行为，配合另外一人才能完成。
阿比盖尔的头横向向右外侧倾斜约5度，而布里塔妮的头部则向左外倾斜约15度，于是导致布里塔妮略矮一些。12岁时，她们接受了吉列儿童专业健康关怀医疗手术，纠正了脊柱侧弯和胸腔扩大術，以防止未来会出现的呼吸困难。